# هاروارد ۷۳۶

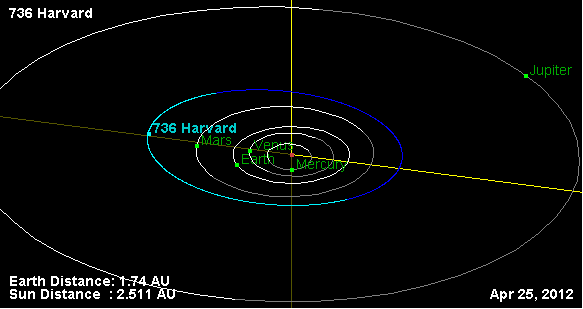
نمایی از محل قرارگیری سیارک هارواذد ۷۳۶ در مدار – ۲۰۱۲

سیارک ۷۳۶ (به انگلیسی: 736 Harvard، نامگذاری:1912PZ) هفتصد و سی و ششمین سیارک کشف شده‌است که در ۱۶ نوامبر ۱۹۱۲ کشف شد.
قدر مطلق سیارک برابر ۱۱٫۶۴ است.